# Gazua

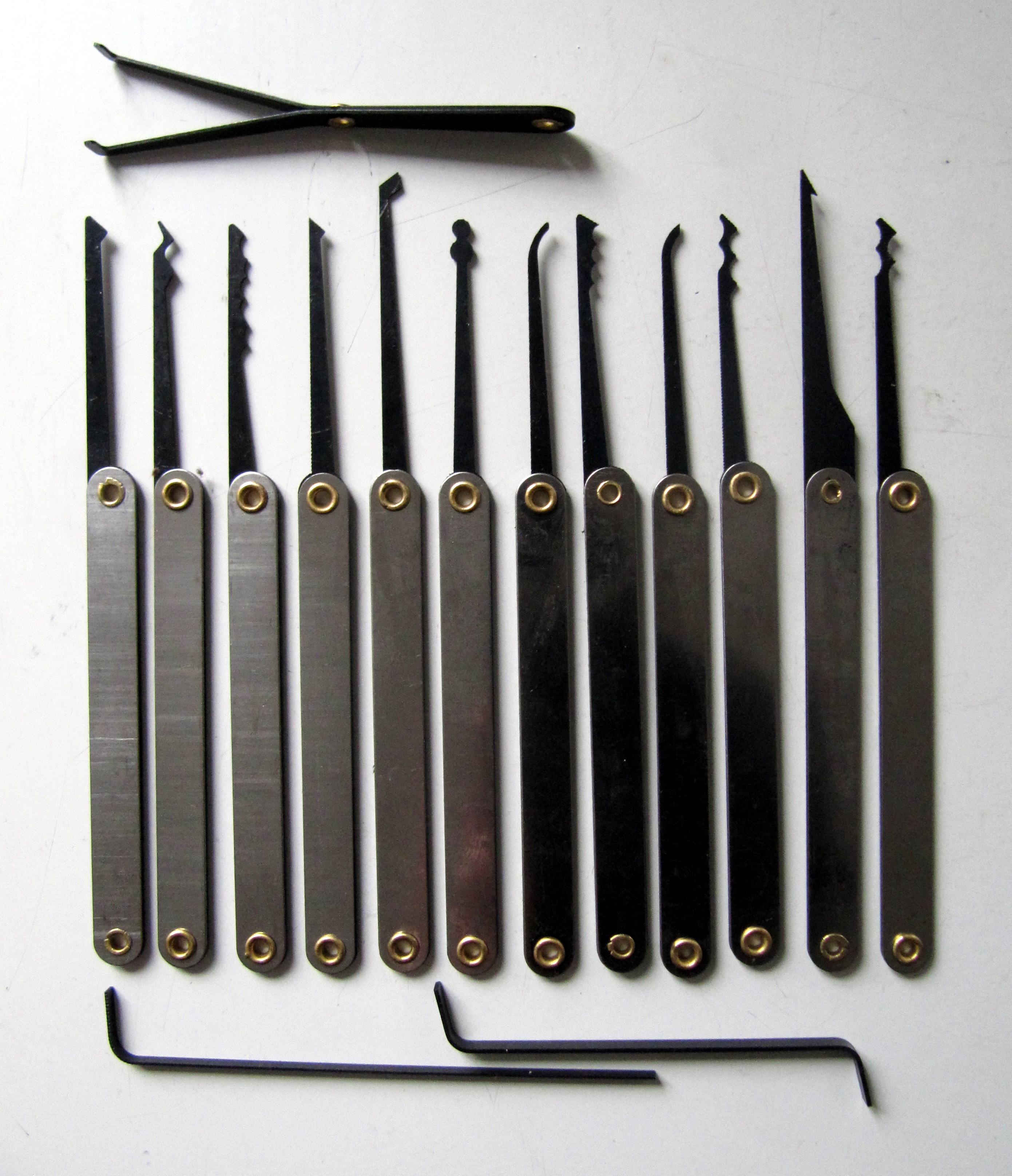
Conjunto de gazuas e tensores

Gazua, lock pick ou chave mestra é o termo usado para referir-se a uma ferramenta qualquer, que tenha por função fazer funcionar fechaduras e (ou) cadeados. Por ser instrumento usualmente empregado na prática do crime de furto, sua fabricação, cedência e venda são proibidas no Brasil, com pena de prisão simples de dois meses a um ano, além de multa.
Na época do Brasil Império era proibido até mesmo portar uma, sob pena de prisão.